# Lena
Lena je rijeka u Rusiji.

## Tok rijeke
Lena izvire južno od Srednjosibirske visoravni, na nadmorskoj visini od 1640 metara u Bajkalskim planinama, 7 km od istoimenog jezera. Velikim deltastim ušćem (oko 30.000 km2) ulijeva se u Laptevsko more. Porječje obuhvaća oko 2.500.000 km2. važni su pritoci Vitim, Olekma, Aldan,  i Velpij. Plovna do Ust'-Kuta; za manje brodove do Kačuge. Lena je glavni prometni put u rudama bogatoj Jakutiji. U nizinskom području zaleđena kraja listopada do početka lipnja; u gornjem toku od početka studenog do svibnja. Režim je nivalnopluvijalni. Kolebanje između najvišeg i najnižeg vodostaja iznosi u donjem toku 20 m, a u gornjem do 8 m. Glavna pristaništa: Kačuga, Žigalovo, Osetrovo, Kirensk, Vitim, Olekminsk, Jakutsk, Žigansk, Bulun i Tiksi. Lena s pritocima ima znatan hidroenergetski potencijal. Vode Lene bogate su ribom. 

## Povijest
Većina istraživača smatra da je naziv rijeke vuče porijeklo od originalnog naziva naroda Evenki Elyu-Ene, u prevodu "velika rijeka". Prije ruskog naseljavanja područja, najbrojniji lokalni narodi bili su Jakuti, nastanjeni u srednjem toku između pritoka Aldan i Viluj, Evenki (također poznati kao Tunguzi), na velikom području gornjeg toka i nekoliko zajednica Evena u nižem toku i području ušća. Ruska kolonizacija započinje u prvoj polovici 17. stoljeća, isprva s kozacima u službi utjecajnih ruskih obitelji, potom i regularnom vojskom. Kozaci su osnovali gradove Jakutsk (1642.) i Lensk (1663.) i Pokrovsk (1682.). Obim Ruske populacije duži niz desetljeća ostao je ograničen većinom na vojne utvrde i kažnjeničke kolonije. Baron Eduard Von Toll i Alexander von Bunge proveli su ekspediciju u području delte Lene i Novosibirskih otoka, za Rusku Carsku Akademiju Nauka 1885. godine. Istražili su deltu sa svojim brojnim rukavima koji utječu u polarno more. 1886. istražili su Novosibirske otoke i rijeku Janu s pritocima. Za vrijeme jednogodišnjeg istraživanja prešli su 25 000 km od kojih 4200 rijekama, provevši geodetska mjerenja. Porast lokalnog stanovništva naglo je porastao na prelazu iz 19. u 20. stoljeće, te su u to doba osnovana mnoga naselja: Aldan 1923., Njurba 1930., Mirni 1955., te rudarski grad Nerjungri 1975. Smatra se da Vladimir Ilijč Uljanov svoj nadimak "Lenjin" duguje upravo rijeci Leni, ali postoje razne, uglavnom neutemeljene teorije o porijeklu tog imena: od znaka sjećanja na tamošnji pogrom radnika u vrijeme carske Rusije, do sukoba s Georgijem Plehanovim koji je koristio nadimak "Volgin" u čast rijeke Volge, no u oba slučaja ime Lenjin datira prije navedenih događaja.

## Galerija
- Stupovi Lene s rijeke
- Strme obale rijeke Lene

## Vanjske poveznice
- Poplave na rijeci Leni - earthobservatory.nasa.gov
- Informacije o porječju - earthtrends.wri.org   Arhivirana inačica izvorne stranice od 6. svibnja 2009. (Wayback Machine)
- Velika sovjetska enciklopedija - bse.sci-lib.com (rus.)
- nature.ykt.ru  Arhivirana inačica izvorne stranice od 30. ožujka 2009. (Wayback Machine) (rus.)